# جيم واشبورن
جيم واشبورن (بالإنجليزية: Jim Washburn)‏ هو مدرب رياضي أمريكي، ولد في 2 ديسمبر 1949 في شيلبي في الولايات المتحدة.